# 2424 Tautenburg
2424 Tautenburg este un asteroid din centura principală, descoperit pe 27 octombrie 1973, de Freimut Börngen și K. Kirsch.